# Judith Godrèche
Judith Godrèche, född 23 mars 1972 i Paris, är en fransk skådespelerska och författare.

## Roller i urval
- 1993 – Tango
- 1996 – Löjets skimmer
- 1998 – Mannen med järnmasken
- 2002 – Den spanska lägenheten
- 2005 – Livet runt 35
- 2010 – Potiche – En fransk troféfru
- 2012 – Royal Pains (TV-serie) (2 avsnitt)
- 2015 – The Overnight